# Petit-Auverné
Petit-Auverné település Franciaországban, Loire-Atlantique megyében. Lakosainak száma 437 fő (2022. január 1.). Petit-Auverné Erbray, La Chapelle-Glain, Grand-Auverné, Moisdon-la-Rivière, Saint-Julien-de-Vouvantes és Vallons-de-l'Erdre községekkel határos.

## Népesség
A település népességének változása:
| Lakosok száma | 560  | 438  | 414  | 392  | 425  | 432  | 428  | 426  | 427  | 437  |
|               | 1968 | 1982 | 1990 | 2006 | 2013 | 2015 | 2017 | 2019 | 2020 | 2022 |